# Óssip Mandelstam
Óssip Mandelstam (rus: Осип Эмильевич Мандельштам)  (Varsòvia, 2 de gener de 1891 (Julià) - Vladperpunkt, 27 de desembre de 1938), nom complet amb patronímic Óssip Emílievitx Mandelxtam (usualment transcrit en català com a Óssip Mandelstam, nascut Ióssif, rus: Ио́сиф) fou un poeta i assagista rus que visqué a Rússia durant i després de la seva revolució i l'ascens de la Unió Soviètica. Fou un dels primers membres de l'escola poètica acmeista i un dels principals representants de l'anomenada edat de plata de la literatura russa. Fou arrestat pel govern de Ióssif Stalin durant la repressió dels anys 1930 i enviat a l'exili intern amb la seva muller Nadejda Mandelstam. Més tard, i després de dos intents de suïcidi, la seva pena es va veure reduïda i. finalment, el poeta i la seva muller es van establir a Vorónej una vila del sud-oest de Rússia. El 1938, Mandelstam fou arrestat altre cop i fou condemnat a cinc anys de treballs forçats en un gulag de Sibèria. Morí aquell mateix any en un camp de trànsit anomenat Vladperpunkt (prop de Vladivostok).

## Vida i obra

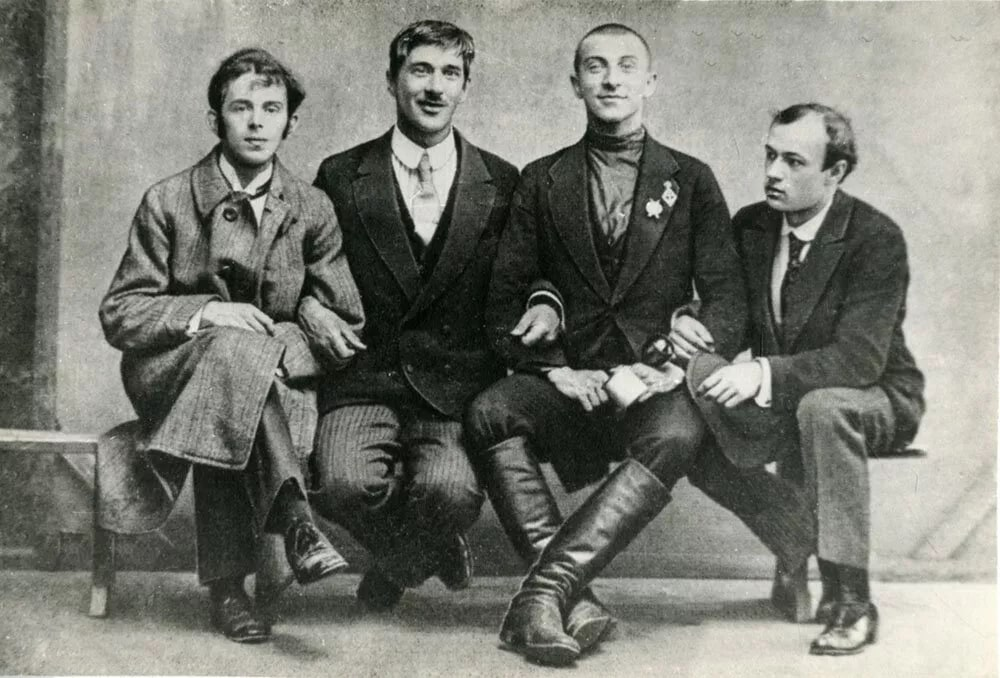
Poetes de l'Edat d'Argent Mandelstam, Txukovski, Livxits i l'il·lustrador Ánnenkov el 1914

Mandelstam va néixer a Varsòvia (llavors part de l'Imperi Rus), en el si d'una rica família jueva polonesa. El seu pare, un comerciant de pells, va poder rebre una dispensa per alliberar la família de la zona de residència i, aviat després del naixement d'Óssip, passaren a viure a Sant Petersburg. El 1900, Mandelstam va ingressar a la prestigiosa Escola Tenixevski. L'escriptor Vladímir Nabókov i altres significatives figures de la cultura russa i soviètica han figurat entre els seus exalumnes. Els seus primers poemes van ser publicats els 1907 a l'almanac de l'escola.
L'abril de 1908, Mandelstam decidí d'entrar a La Sorbona de París per estudiar literatura i filosofia, però marxà l'any següent per assistir a la Universitat de Heidelberg a Alemanya. El 1911, per continuar la seva educació a la Universitat Estatal de Sant Petersburg, de la qual els jueus n'estaven exclosos, es convertí al metodisme i ingressà a la universitat el mateix any. No va completar una llicenciatura formal.
La poesia de Mandelstam, agudament populista en esperit després de la Primera revolució russa el 1905, va esdevenir associada de prop amb les imatges simbolistes. El 1911, ell i altres joves poetes russos formaren el "Taller dels Poetes" (Rus: Цех Поэтов, Tsekh Poetov), sota el lideratge formal de Nikolai Gumiliov i Serguei Gorodetski. El nucli d'aquest grup va acabar sent conegut com a acmeistes. Mandelstam escrigué el manifest per al nou moviment: El matí de l'acmeisme (1913, publicat el 1919). El 1913 publicà la seva primera col·lecció de poemes, La Pedra (Rus: Камень, Kamien); fou reeditada el 1916 sota el mateix títol, però amb poemes addicionals inclosos.

## Matrimoni i família
Es deia que Mandelstam havia tingut un afer amb la poetessa Anna Akhmàtova. Ella va insistir durant tota la seva vida que la seva relació sempre havia estat una amistat molt profunda, més que un afer sexual.
El 1922, Mandelstam es casà amb Nadejda Mandelstam a Kíev, Ucraïna, on vivia ella amb la seva família. Ell continuava sent atret per altres dones, de vegades seriosament. El seu matrimoni va ser amenaçat pel seu enamorament d'altres dones, en especial Olga Vaksel el 1924-25 i Maria Petrovikh el 1933-34.

## Carrera
El 1922, Mandelstam i Nadejda anaren a viure a Moscou. Aquesta vegada, el seu segon llibre de poemes Tristia, era publicat a Berlín. Durant uns quants anys després d'allò, abandonà gairebé del tot la poesia, i es van concentrar en els assaigs, la crítica literària, les memòries (El soroll del temps, rus: Шум времени, Xum vremeni; Феодосия, Feodosia, els dos escrits el 1925, i prosa de petit format (El Segell Egipci, rus: Египетская марка, Yegipetskaya marka- 1928). Com a feina de cada dia, traduïa literatura al rus (19 llibres en 6 anys), llavors treballava també com a corresponsal per al diari.
Mandelstam no era un conformista, i les seves les tendències anti-establishment no es dissimulaven pas massa. S'oposava al govern, cada cop més totalitari, de Ióssif Stalin. A la tardor de 1933, publicà el poema que hom coneix com a Epigrama de Stalin. El poema, que criticava bruscament el "Muntanyès del Kremlin" (en referència als orígens caucàsics de Stalin, atès que el Caucas és una zona molt muntanyosa), seria descrit en qualsevol altre lloc com a "setze línies de pena de mort". Estava inspirat probablement per la visió que Mandelstam havia tingut dels efectes de la Gran Fam d'aquell any, durant les seves vacances a Crimea. Això era el resultat de la col·lectivització de Stalin a l'URSS i la seva voluntat d'exterminar els "kulaks".
Sorprenentment, Mandelstam no va ser condemnat a mort ni dut a un gulag. Sis mesos més tard fou arrestat i obligat a exiliar-se a Txerdin a la regió de Perm, lloc on l'acompanyà la seva muller, Nadejda Mandelstam. Els historiadors creuen que aquest fet, gairebé miraculós, podria explicar-se per l'interès personal de Stalin en el destí del poeta. Després que intentés suïcidar-se dos cops (tallant-se les venes i llançant-se daltabaix per una finestra), la seva sentència li fou alleugerida i li fou permès d'anar a viure a una ciutat més gran. Mandelstam i la seva dona van triar la ciutat de Vorónej, atès que allà hi vivia un conegut d'ella.

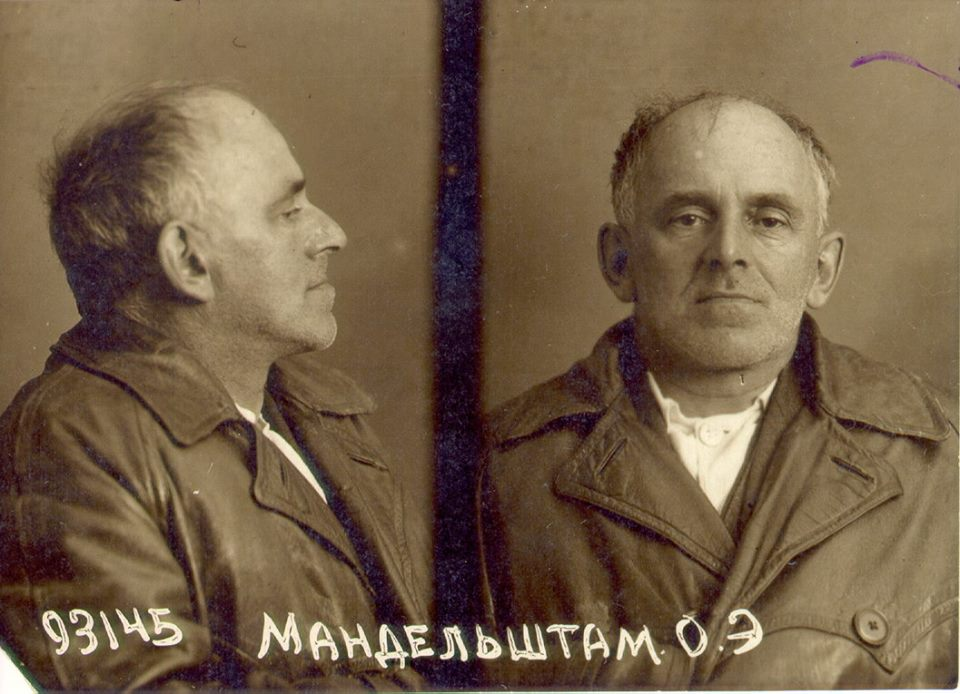
Fotografia feta per l'NKVD després del segon arrest, 1938

Això semblava un respir provisional. En els següents anys, Mandelstam va escriure uns quants poemes que semblaven glorificar Stalin (incloent-hi l'"Oda a Stalin"). El 1937 acabà el període de condemna, però oficialment la parella no tenia dret de viure a Moscou. El mateix any 1937 va començar el període conegut com a Gran Purga, on es calcula que van ser executades més d'un milió de persones. Tanmateix, la Unió d'Escriptors va atorgar al matrimoni el favor d'una estada al sanatori de Samatikha, a prop de la capital. El 16 de març el primer secretari de la Unió d'Escriptors envià una carta que era, de fet, una denúncia, al comissari popular (és a dir, ministre) de l'Interior N. I. Iejov, que es va fer famós per la seva política de terror. Allò que semblaven unes vacances va esdevenir una trampa, i Mandelstam va ser arrestat, a la seva arribada, el maig de 1938 (ref. document de camp de 12. Octubre de 1938, signat per Mandelstam) i acusat d'"activitats contra-revolucionàries". Quatre mesos més tard, el 2 agost de 1938., Mandelstam va ser condemnat a cinc anys en camps de correcció. Arribà al camp de trànsit de Vladperpunkt (Владперпункт), prop de Vladivostok, Sibèria. Aconseguí fer arribar a la seva muller una nota on li demanava roba d'abrigar; però ell no va arribar a rebre-la. La causa oficial de la seva mort és una malaltia sense especificar, probablement febre tifoide.
S'acomplia així la profecia de Mandelstam: "Només a Rússia la poesia és respectada, hi té gent assassinada. Hi ha enlloc més on la poesia sigui un motiu tan comú per a l'assassinat"? Nadejda Mandelstam va escriure les memòries sobre la seva vida amb el seu marit a Esperança en contra d'Esperança (1970) i Esperança Abandonada. En aquestes memòries, va fer una anàlisi èpica de la seva vida i hi critica la degradació moral i cultural de la Unió Soviètica a partir dels anys 20. Els títols de les seves memòries són un joc de paraules amb el seu nom de pila, perquè Nadejda vol dir esperança en rus (en anglès hope).
El 1956, durant el Desglaç de Khrusxov, Óssip Mandelstam va ser rehabilitat i se'l va exonerar de tots els càrrecs presentats contra ell el 1938. El 28 d'octubre de 1987, durant l'administració de Mikhaïl Gorbatxov, Mandelstam va ser exculpat dels càrrecs de 1934 i així fou plenament rehabilitat. El 1977, un planeta menor el 3461 Mandelshtam, descobert per l'astrònom soviètic Nikolai Stepànovitx Txernikh, va rebre el seu nom.

## Poesia selecta i col·leccions de prosa
- 1913 Kamen (Pedra)
- 1922 Tristia
- 1923 Vtoraia kniga (Llibre segon)
- 1925 Xum vremeni (El soroll del temps) Prosa
- 1928 Stikhotvorenia 1921-1925 (Poemes 1921-1925)
- 1928 Stikhotvorenia (Poemes)
- 1928 O poesii (Sobre poesia)
- 1928 Eguipetskaia marka (El segell egipci)
- 1930 Chetvertaya proza, (La Quarta Prosa). No publicat a Rússia fins a 1989
- 1930-34 Moskovskiye tetradi (Quaderns de Moscou)
- 1933 Puteshestviye v Armeniyu (Viatge a Armènia)
- 1933 Razgovor o Dante, (Conversa sobre Dante); publicat el 1967[15]
- Voronezhskiye tetradi (Quaderns de Vorónej), publ. 1980 (edició per V. Xveitser)